# Wolfgang Arps
Wolfgang Arps (* 23. Februar 1926 in Hamburg; † 11. Mai 2001 in Wildbad Kreuth) war ein deutscher Schauspieler.

## Leben
Arps besuchte nach dem Abitur 1944 die Schauspielschule des Deutschen Schauspielhauses und die Schauspielschule von Helmuth Gmelin. Er begann seine Theaterlaufbahn 1946/47 mit Gastspielen am Deutschen Schauspielhaus und am Theater Junge Bühne in Hamburg.
1947/48 spielte er am Stadttheater Lüneburg, 1948/49 am Theater im Zimmer und von 1949 bis 1955 am Deutschen Schauspielhaus. Rollen dort waren Mortimer in Maria Stuart, Hartmann in Des Teufels General, Orlando in Wie es euch gefällt und Armand Duval in einer Bühnenfassung von Die Kameliendame.
1955/56 war er am Staatstheater Stuttgart engagiert und spielte dort den Tempelherrn in Nathan der Weise. Als jugendlicher Held kam er 1956 an das Düsseldorfer Schauspielhaus, wo er über 40 Jahre Mitglied war und in mehr als 200 Rollen spielte. Er verkörperte Carlos in Clavigo, Karl Moor in Die Räuber, Brutus in Julius Cäsar, Wetter vom Strahl in Das Käthchen von Heilbronn, den Ankläger in In der Sache J. Robert Oppenheimer, Professor in Onkel Wanja, Hassenreuter in Die Ratten, Alonso in Der Sturm (1989), Walter in Der zerbrochne Krug (1990), Semjon in Gorkis Sommergäste (1993) und den Patriarchen von Jerusalem in Nathan der Weise (1996).
Im Fernsehen war Arps relativ selten zu sehen. Einem größeren Publikum wurde er 1968 als Oberarzt Dr. Petersen in der Fernsehserie Hafenkrankenhaus bekannt. Er ist auf dem Düsseldorfer Nordfriedhof bestattet.

## Filmografie
- 1953: Dame Kobold
- 1955: Die letzte Nacht der Titanic
- 1963: Der Fall Sacco und Vanzetti
- 1968: Hafenkrankenhaus (13 Folgen)
- 1968: Das Käthchen von Heilbronn
- 1968: Johannes durch den Wald
- 1975: Im Hause des Kommerzienrates
- 1975: Hoftheater (div. Folgen)
- 1977: Der Überläufer. Der Fall Wlassow
- 1982: Hambacher Frühling
- 1992: Sie und Er
- 1993: Sommergäste